# Kameron McGusty
Kameron Alexander McGusty (Houston, Texas; 9 de septiembre de 1997) es un baloncestista estadounidense que pertenece a la plantilla del Legia Varsovia de la PLK polaca. Con 1,96 metros de estatura, juega en la posición de escolta.

## Trayectoria deportiva

### Universidad
Jugó dos temporadas con los Sooners de la Universidad de Oklahoma, en las que promedió 9,4 puntos y 2,0 rebotes por partido. En abril de 2018 anunció que sería transferido a los Hurricanes de la Universidad de Miami.
Tras cumplir con la temporada en blanco que imponía la NCAA en los traspasos, jugó tres temporadas más, en las que promedió 15,0 puntos, 4,3 rebotes, 2,2 asistencias y 1,3 robos de balón por partido. En su última temporada fue incluido en el mejor quinteto de la Atlantic Coast Conference.

#### Estadísticas
| Año     | Equipo   | PJ       | PT       | MPP      | %TC      | %3P      | %TL      | RPP      | APP      | ROB      | TPP      | PPP      |
| ------- | -------- | -------- | -------- | -------- | -------- | -------- | -------- | -------- | -------- | -------- | -------- | -------- |
| 2016–17 | Oklahoma | 31       | 17       | 24.9     | .430     | .352     | .778     | 2.2      | .9       | .8       | .3       | 10.9     |
| 2017–18 | Oklahoma | 32       | 8        | 18.5     | .423     | .333     | .750     | 1.9      | .3       | .3       | .0       | 8.0      |
| 2018–19 | Miami    | Redshirt | Redshirt | Redshirt | Redshirt | Redshirt | Redshirt | Redshirt | Redshirt | Redshirt | Redshirt | Redshirt |
| 2019–20 | Miami    | 28       | 21       | 29.5     | .435     | .328     | .750     | 4.0      | 1.6      | .7       | .2       | 12.5     |
| 2020–21 | Miami    | 20       | 18       | 33.3     | .445     | .320     | .821     | 3.8      | 2.8      | 1.3      | .1       | 13.3     |
| Total   | Total    | 111      | 64       | 25.7     | .433     | .334     | .774     | 2.8      | 1.2      | .7       | .1       | 10.9     |

### Profesional
Tras no ser elegido en el draft de la NBA de 2022, firmó su primer contrato profesional con el UCC Assigeco Piacenza de la Serie A2 italiana. Jugó una temporada en la que promedió 18,7 puntos y 3,9 rebotes por partido.
El 24 de junio de 2023 firmó con el Limoges CSP de la LNB Pro A francesa.
El 19 de julio de 2024 fichó por el Legia Varsovia de la PLK polaca.